# Ponte sobre o Passo Geral do Jacuí
A Ponte do Passo Geral do Jacuí ou Ponte do Império (Restinga Sêca) é uma ponte em ruínas que existe na localidade de Passo do Jacuí, às margens do rio Jacuí, na divisa entre os municípios de Restinga Sêca e Cachoeira do Sul, no estado do Rio Grande do Sul.

## História
Ao término da Revolução Farroupilha, o então Barão de Caxias, na condição de Presidente da Província deu início ou encaminhou várias obras públicas de infraestrutura destinadas à modernização, integração e defesa da região.
O projeto inicial da ponte pertenceu ao mercenário alemão Johan Martin Boff (1800-1860), que já fora responsável pela ereção da Escola Preparatória e Tática do Exército em Rio Pardo. Contudo, o projeto viria a sofrer interferências futuras. 
Em 1848, foi contratado o empreiteiro Ferminiano Pereira Soares, que fora responsável pela construção da Ponte dos Arcos, na capital da Província - conservada atualmente em Porto Alegre sob a denominação de Ponte dos Açorianos. A construção iniciou-se em janeiro de 1849, mas a ponte somente foi aberta ao trânsito em novembro de 1871, uma vez que, a cada dois anos, a administração da Província era substituída, a obra parava, recomeçava e, com isso, arrastou-se durante 24 anos. Em 1876, a administração da ponte e a cobrança de pedágio foram entregues ao município de Cachoeira do Sul.
Durante a Revolução Federalista, que se estendeu entre os anos de 1893 e 1895, um dos grupos em conflito ateou fogo na ponte, atingindo um dos vãos próximo às margens ; a passarela deteriorou-se e restaram, na atualidade, apenas os pilares, que resistem por mais de 100 anos.

## Ponto turístico
O local costuma atrair turistas que o visitam, preferentemente, durante o verão. Nas imediações está situada uma prainha que era usada pelos funcionários da antiga Rede Ferroviária Federal S.A; assim como há uma balsa que faz a travessia de pessoas e veículos entre a localidade de Jacuí, em Restinga Sêca e Pertile, em Cachoeira do Sul 
Do ponto de vista histórico, o Passo do Jacuí é também objeto de relevância e atrai estudiosos porque ali estariam se encontrado, durante as Guerras Guaraníticas, as tropas leais ao governo, comandadas por Gomes Freire, e os índios guaranis, incluindo o chefe Sepé Tiaraju.